# 戈爾德希爾 (阿拉巴馬州)
戈爾德希爾（英語：Gold Hill）是一個位於美國阿拉巴馬州李縣的非建制地區。該地的面積和人口皆未知。

## 地理
戈爾德希爾的座標為32°43′18″N 85°30′28″W / 32.72167°N 85.50778°W，而該地的平均海拔高度為224米（即735英尺）。